# ながさきプレス
『ながさきプレス』は、長崎県を中心とした県内唯一のタウン情報誌。月刊で発行されていて、発売日は毎月27日。
また、株式会社ながさきプレスは、長崎市に本社を置き、同誌を発行する企業である。対象区域は長崎県全域。及び佐賀県・福岡県・熊本県など、長崎近県エリアも対象となっている。タウン情報誌及び別冊等の制作・発行はもちろん、書籍を越えたコンテンツを取り扱う企業としても活動を行っており、WEB企画の販売や制作、各企業のHP・LPの制作、自治体と連携した事業など幅広く行っている。

## 沿革
- 1988年（昭和63年 ）10月 - 長崎データベース株式会社設立。
- 1988年（昭和63年 ）12月 - 月刊誌ながさきプレス創刊
- 1989年（昭和64年 ） - 4、8、12月号で誌面ロゴを変更
12月号でAB判→A4判にサイズ変更、定価240円→300円に
- 1990年（平成2年） - タウン情報全国ネットワーク加盟
- 1991年（平成3年） - 九州タウン情報ネットワーク加盟
- 1994年（平成6年） - 11月号で表紙をリニューアル。女性が毎月の表紙を飾る
- 1996年（平成8年） - 11月号で通算100号目。表紙を蛭子能収が飾る。
- 1997年（平成9年） - 5月号「リニューアル特大号」を機に、300円から350円に価格改定
- 1999年（平成11年） - 2月号でランタンフェスティバル特集「ランタンプレス」が誕生
4月号表紙に城島健司が登場
- 2002年（平成14年） - 9月号で誌名ロゴ・内容ともにリニューアル
- 2003年（平成15年） - 2月号で通算200号を迎える
- 2008年（平成20年） - 12月号で20周年を記念し、「スペシャル特大号」を敢行
- 2009年（平成21年） - 8月号で通算300号を迎える
- 2013年（平成25年） - 1月号よりリニューアル。オールカラーとなり、ロゴと定価も変更（350円→380円）
別冊付録pm（press mini）がレギュラー化
12月号で25周年記念特集を敢行
- 2015年（平成27年） - 8月号で通算400号を迎える
- 2016年（平成28年） - 1月号よりリニューアルし、A4→A4変形に
- 2018年（平成28年） -1月号で30周年記念特集を実施。サイズをA4変形→A4に戻す
4月号で誌名ロゴをリニューアル
410円→420円に価格改定
- 2019年（平成31年） 消費税増税により定価410円→420円に価格改定
- 2020年（令和2年） 新型コロナウイルスの影響により、7月号を休刊。創刊以来初の休刊となった
- 2021年（令和3年） 5月号で創刊500号を迎える
- 2023年（令和5年） 12月号で創刊35周年を迎える。特別記念号を特集予定。

## 主な発行物
ながさきプレスの月刊発行と並行して、別冊企画も随時進行。県内の自治体と共同してのパンフレットや機関誌等の発行も行っている。

### 現在販売中の発行物
- 長崎ごちそう大図鑑 ver.14
- 長崎カフェおさんぽBOOK
- 家づくりの本（長崎のハウジング専門誌） 24
- 島原半島BOOK
- RüCK（にしそのぎ半島エリアガイドブック）
- 長崎の世界遺産めぐり
- ふるさと再発見 長崎ばーどアイⅡ DVD･BOOK
- ふるさと再発見 長崎ばーどアイⅡ Blu-ray･BOOK
- 長崎ごちチケット
- SASEBON 佐世保エリアガイドブック ※2023年10月末発売予定

### 過去の発行物
- 九州温泉大図鑑 1992年10月創刊
- 長崎ごちそう大図鑑 1994年6月創刊。以降2-3年おきに改訂版を制作・発行
- 九州温泉大図鑑CD-ROM版 1995年7月
- 九州の安くて良い宿創刊 1996年11月発行
- 九州の安くて良い宿CD-ROM版 1997年11月発行
- 麺食いランキング九州創刊 1998年4月発行
- 家と庭の本創刊 2000年6月発行。以降、2009年までに1年おきに改訂版を制作・発行
- 浜まち＆ベイサイドBOOK 2000年12月
- 佐世保ごちそう大図鑑 2002年1月創刊。以降2-3年おきに改訂版を制作・発行
- とっておきながさき。 2002年1月発行
- ながさきのおもてなし 2005年3月発行
- 長崎ひより創刊 2009年7月発行
- あっぷるPress創刊 2009年10月発行
- 長崎のまんぞくリフォーム 2010年1月発行
- 長崎家づくりの本 2010年10月創刊（家と庭の本から名称変更）。以降、1年おきに改訂版を制作・発行
- cafebook 2011年9月発行
- ランチパスポート長崎 2011年12月発行
- ひるじげBON 2015年11月発行
- 湯めぐり屋長崎 2017年1月発行
- 幸せの真っ白なキミ 2017年9月発行
- 長崎ばーどアイ 2018年4月発行